# Pauleta Pàmies
Pour les articles homonymes, voir Pàmies.
Paula Pàmies i Serra, plus connue sous le nom de Pauleta Pàmies, née à Barcelone le 10 avril 1851 et morte le 31 mars 1937 dans cette même ville, est une danseuse de ballet espagnole.

## Biographie
Elle entre au Grand Théâtre du Liceu en 1864 et en devient la première ballerine en 1880, puis la directrice. Elle collabore également au Teatre Principal de 1871 à 1873.
Elle a formé de grandes danseuses, dont Rosita Segovia et María de Ávila, ainsi que la grand maître de castagnettes Emma Maleras et participe aux auditions d'Emili Vendrell au Liceu.
Elle est reconnue également dans son travail de chorégraphe, notamment au Liceu, par exemple dans El corregidor y la molinera (1917) sur une musique de Manuel de Falla, ou encore les noces de Figaro adaptées par Eugène Szenkar en 1935.
Au cinéma, elle chorégraphie les scènes de El sino manda (1917), drame social réalisé par Fructuós Gelabert i Badiella et La Viola d'or, de Apel·les Mestres (1914, fable poétique).
Professeure de danse pendant soixante-dix ans à Barcelone, elle décède en 1937 dans sa ville.